# Église Saint-Nicolas d'Opovo
Pour les articles homonymes, voir Église Saint-Nicolas.
L'église Saint-Nicolas d'Opovo (en serbe cyrillique : Српска Православна црква Светог Николе у Опову ; en serbe latin : Srpska Pravoslavna crkva Svetog Nikole u Opovu) est une église orthodoxe serbe située à Opovo, dans la province autonome de Voïvodine et dans le district du Banat méridional en Serbie. Elle est inscrite sur la liste des monuments culturels de grande importance de la république de Serbie (identifiant no SK 1447).

## Présentation

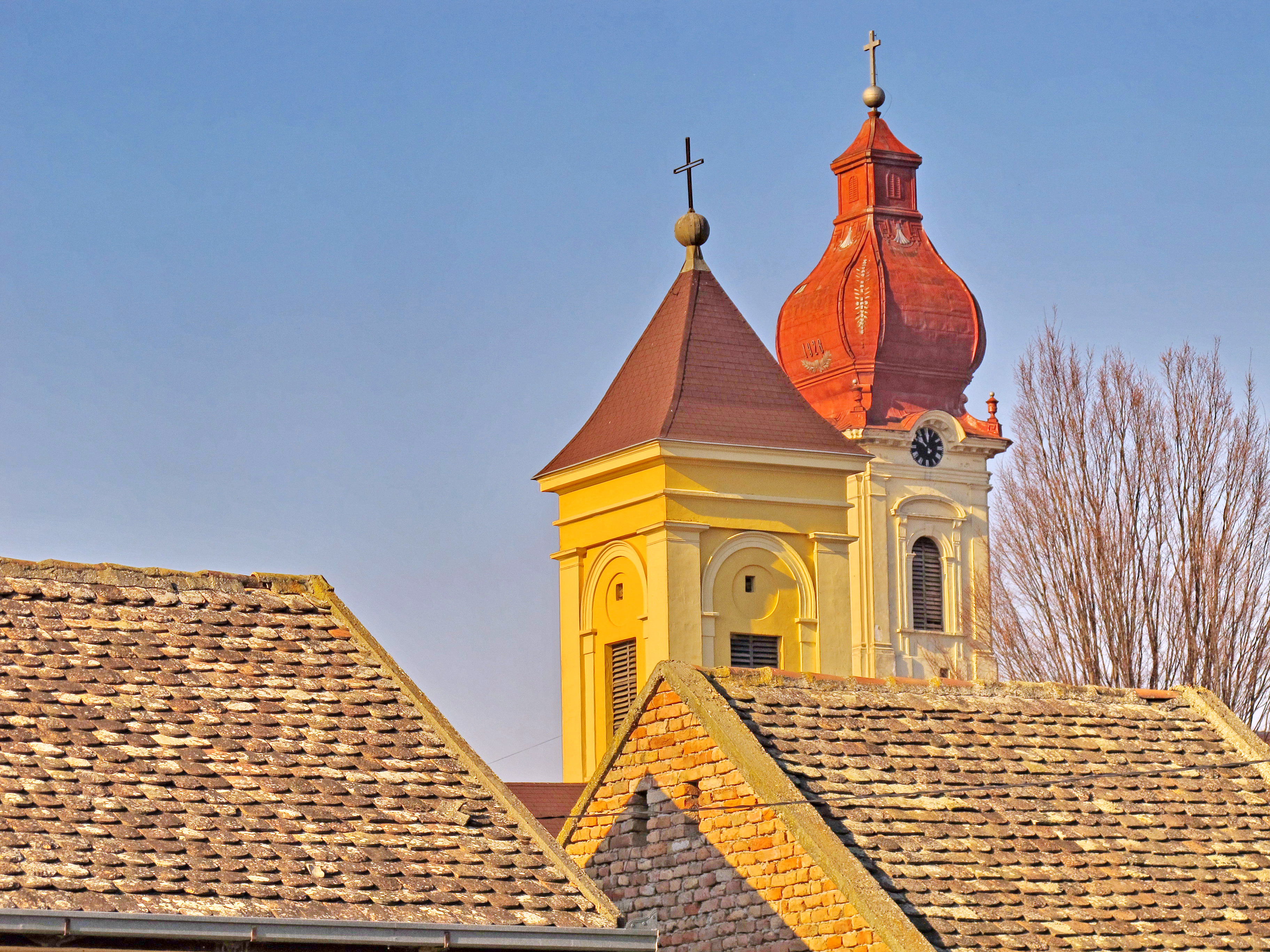
Détail des clochers de l'église

L'église Saint-Nicolas d'Opovo a été construite vers 1830. Elle est constituée d'une nef unique prolongée par une abside demi-circulaire ; la façade occidentale est dominée par un clocher.
L'iconostase a été sculptée par un artiste inconnu et peinte par Stevan Todorović en 1885 ; il en a signé toutes les icônes et y a fait preuve de sa prédilection pour le portrait et pour la peinture d'histoire ; sur le trône de la Mère de Dieu, il a représenté le Songe de Joseph. L'église abrite aussi des icônes des XVIIe et XVIIIe siècles, dont une représentation de l'archevêque Arsenije Ier de Syrmie et de saint Sava ; une icône de la Mère de Dieu à l'enfant est une copie sans date d'une autre icône conservée dans l'église de la Dormition-de-la-Mère-de-Dieu de Crepaja.